# 阿努·涅米宁
阿努·涅米宁（芬蘭語：Anu Nieminen，娘家姓：韦克斯特伦，；1977年11月16日—），芬兰女子羽毛球运动员。

## 簡歷
韦克斯特伦在2004年雅典奥运会女单比赛中，32强被日本的森嘉织所淘汰。
2006年，她与芬兰化妆品公司Lumene签约，她的丈夫是芬兰头号网球运动员亚尔科·涅米宁。
在2008年北京奥运会女单比赛中，涅米宁首轮轮空直接晋级16强，但输给了欧锦赛冠军德国的徐怀雯。
2012年，阿努·涅米宁代表芬蘭出戰英國倫敦舉行的奥林匹克运动会羽毛球比賽女子單打項目，在小組賽階段先以2比0戰勝墨西哥的维多利亚·蒙特罗，後以0比2負於中華台北的戴資穎，最終以一勝一負的小組次名成績出局。

## 主要比賽成績
只列出曾進入準決賽的國際賽事成績：
| 年份   | 賽事                 | 公開賽級別 | 項目     | 成績   |
| ------ | -------------------- | ---------- | -------- | ------ |
| 2009年 | 挪威羽毛球國際賽     | 國際挑戰賽 | 女子單打 | 準決賽 |
| 2011年 | 葡萄牙羽毛球國際賽   | 國際系列賽 | 女子單打 | 準決賽 |
| 2011年 | 斯洛伐克羽毛球公開賽 | 國際系列賽 | 女子單打 | 冠軍   |
| 2012年 | 葡萄牙羽毛球國際賽   | 國際系列賽 | 女子單打 | 準決賽 |

| 2007-2017年 | 首要超級賽 | 超級賽 | 黃金大獎賽 | 大獎賽 | 國際挑戰賽 | 國際系列賽 | 未來系列賽 | 其他 |

| 2018-2026年 | 總決賽 | 超級1000賽 | 超級750賽 | 超級500賽 | 超級300賽 | 超級100賽 | 國際挑戰賽 | 國際系列賽 | 未來系列賽 | 其他 |

### 奧運會和世錦賽參賽紀錄
|          | 搭檔           | 2000 | 2001 | 2003 | 2004 | 2005 | 2006 | 2007 | 2008 | 2009 | 2010 | 2011 | 2012       |
| -------- | -------------- | ---- | ---- | ---- | ---- | ---- | ---- | ---- | ---- | ---- | ---- | ---- | ---------- |
| 女子單打 | －             | 32強 | 64強 | 16強 | 32強 | 64強 | 64強 | 64強 | 32強 | 64強 | 64強 | －   | 小組第二名 |
|          |                |      |      |      |      |      |      |      |      |      |      |      |            |
| 女子雙打 | Nina Weckström | －   | －   | －   | －   | 64強 | 32強 | 32強 | －   | －   | －   | －   | －         |